# Бадукские озёра
Баду́кские озёра — каскад из трёх горных озёр на реке Бадук, левом притоке Теберды, между хребтами Хаджибей и Бадукским на Западном Кавказе, в Карачаево-Черкесии (Россия). В связи с тем, что выше по реке Бадук есть другие озёра (менее известные и посещаемые), эти три озера также называют Нижними Бадукскими озёрами. Кроме того, в разговорной речи имеет распространение краткое название Бадуки.
Исследования показали, что это озёра обвально-запрудного происхождения, а их возраст не превышает 150—200 лет. Вокруг озёр сосновые леса и берёзовые криволесья.
Озёра славятся своей живописностью и являются одной из природных достопримечательностей Тебердинского заповедника, на территории которого находятся. Традиционно считаются объектом пешеходного туризма. Плата за проход к Бадукским озёрам составляет 300 рублей с человека — самая большая из всех маршрутов по Тебердинскому заповеднику.
Ближайшие населённые пункты — город Теберда и посёлок Домбай.

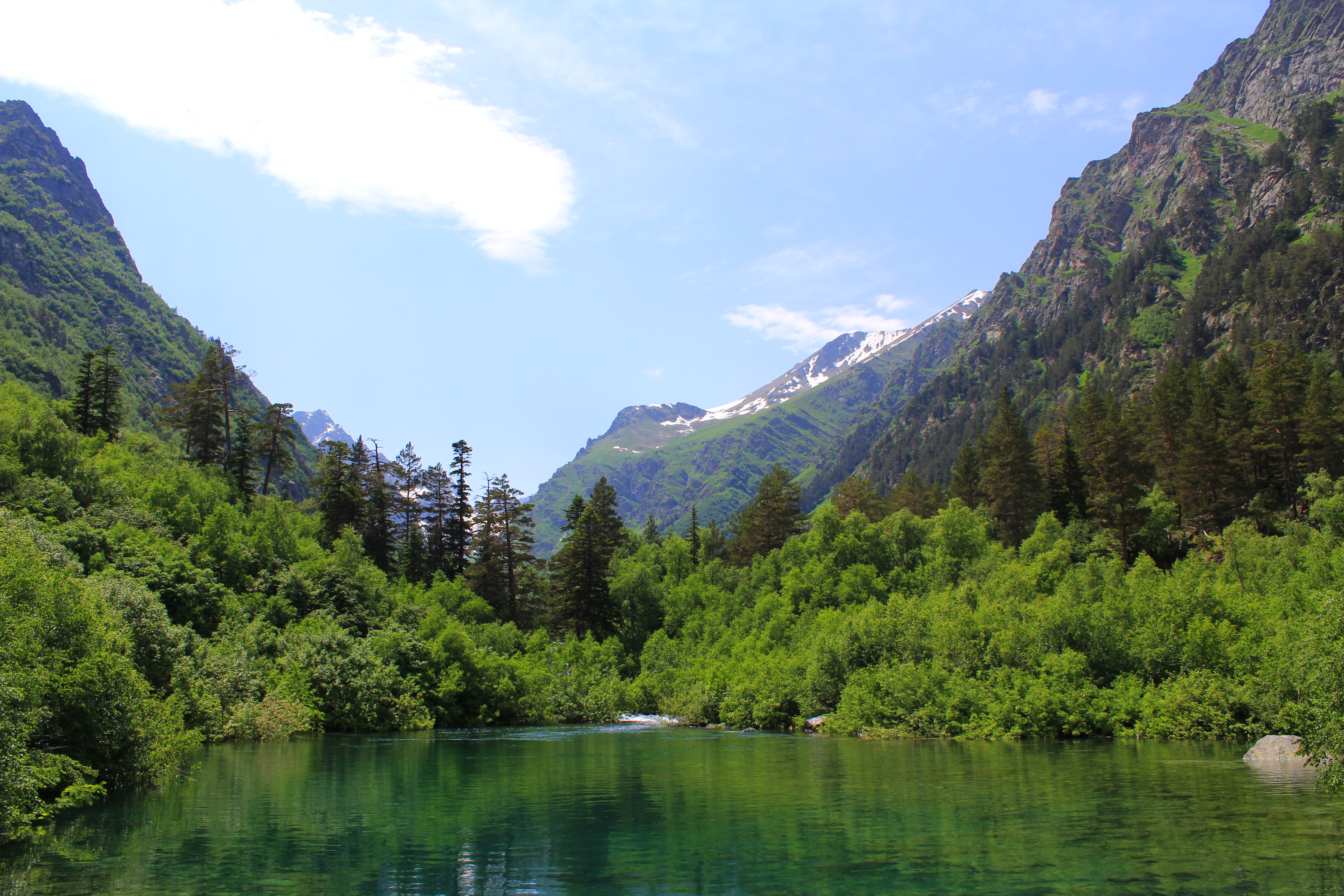
Первое Бадукское озеро

Первое Бадукское озеро — самое нижнее по течению реки и самое маленькое из трёх, его длина всего около 80 метров. Глубина 4,5 метра. Температура воды даже летом не поднимается выше 5 °C. Расстояние от него до Второго озера — 260 метров по прямой.

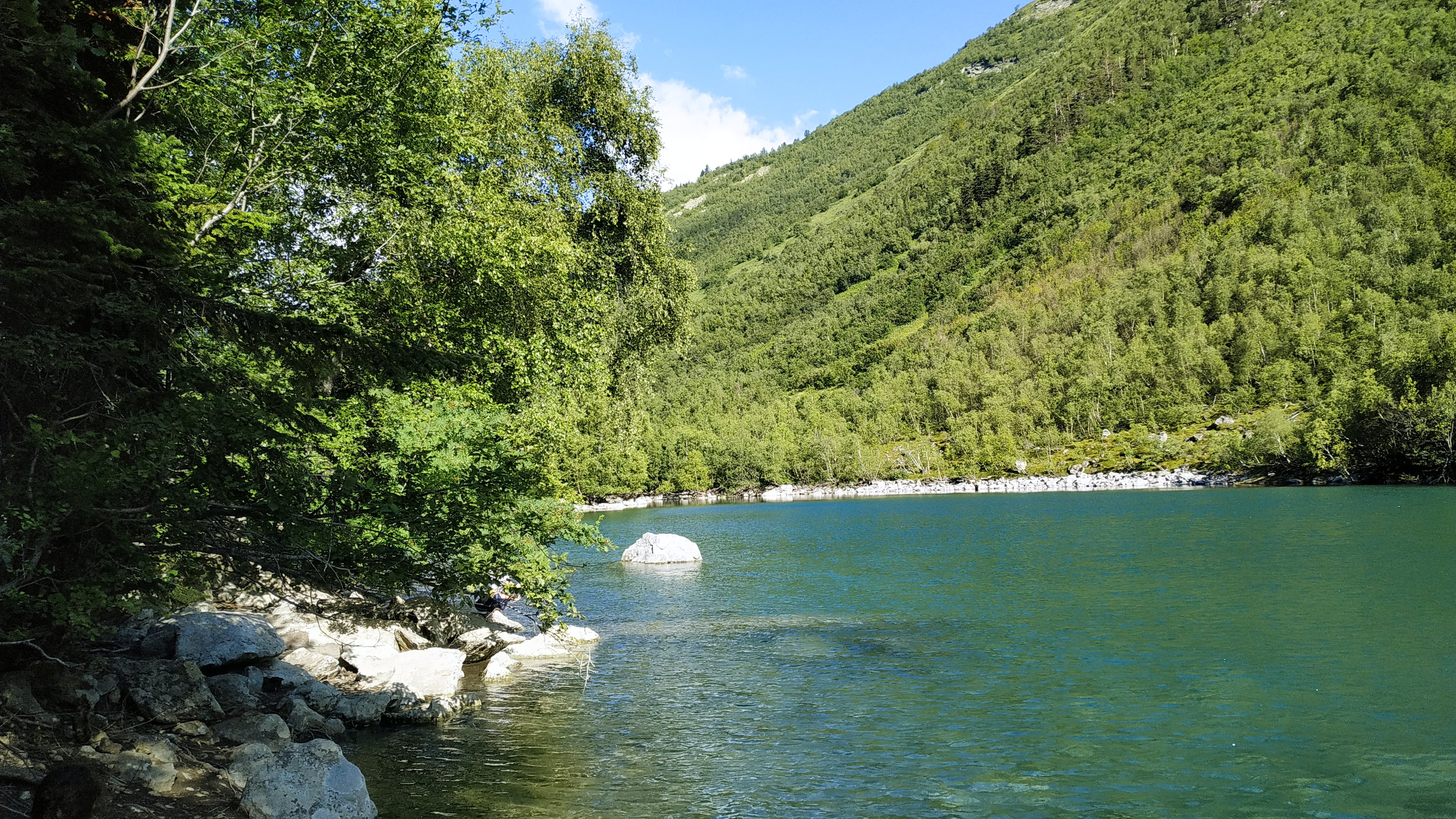
Второе Бадукское озеро

Второе Бадукское озеро лежит на высоте 1987 метров над уровнем моря, по длине превышает 200 метров. От Второго до Третьего озера — 130 метров.

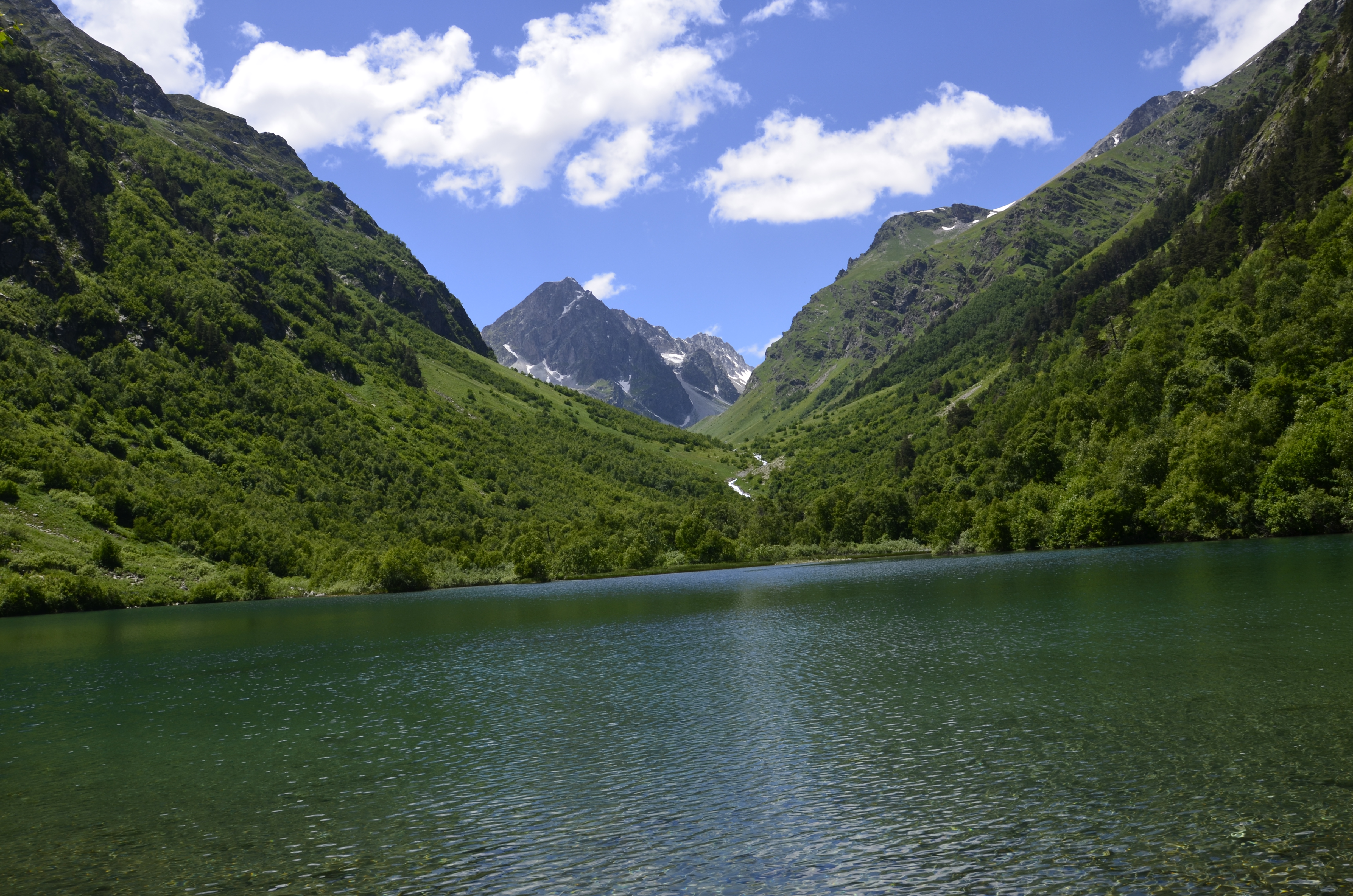
Третье озеро, Бадукские озёра, Тебердинский заповедник.

Третье Бадукское озеро — самое высокое (1990 метров), самое западное и самое большое из трёх, его площадь составляет 3,6 га, максимальная длина — около 330 метров, ширина — 200 метров. Длина береговой линии — 0,9 км. Глубина — до 9 метров. Иногда его называют Большим Бадукским озером. Голубовато-зелёная вода в нём летом прогревается до 10 °C. Водится форель.